# La Puerta, Michoacán de Ocampo
La Puerta är en ort i Mexiko.   Den ligger i kommunen Contepec och delstaten Michoacán de Ocampo, i den sydöstra delen av landet, 130 km nordväst om huvudstaden Mexico City. La Puerta ligger 2 388 meter över havet och antalet invånare är 130.
Terrängen runt La Puerta är varierad. Runt La Puerta är det ganska tätbefolkat, med 80 invånare per kvadratkilometer. Närmaste större samhälle är Tepuxtepec, 1,2 km nordväst om La Puerta. Omgivningarna runt La Puerta är en mosaik av jordbruksmark och naturlig växtlighet.